# أولفا مخددة
أولفا مخددة (الاسم العلمي: Ulva costata) هي نوع من الطحالب خضراء يتبع جنس الأولفا من الفصيلة الأولفاوية.